# 데니우송 다 시우바 두스 산투스
데니우송 다 시우바 두스 산투스(포르투갈어: Denilson da Silva dos Santos, 1998년 3월 7일~)는 브라질의 축구 선수이다.

## 참고 문헌
- “데니우송 다 시우바 두스 산투스”. 《트랜스퍼마켓》.
- “데니우송 다 시우바 두스 산투스”. 《성남 FC》. 성남시민프로축구단.